# نصف‌النهار ۱۴۲ درجه شرقی
نصف‌النهار ۱۴۲ درجه شرقی ۱۴۲مین نصف‌النهار شرقی از گرینویچ است که از لحاظ زمانی ۹ساعت و ۲۸دقیقه با گرینویچ اختلاف زمانی دارد.
این نصف‌النهار از قطب شمال شروع و از مناطق زیر گذشته و به قطب جنوب ختم می‌شود.
- روسیه
- استرالیا
- اقیانوس آرام